# Елитна лига Белгије у рагбију
Елитна лига Белгије у рагбију (енгл. Belgian Elite League) је први ранг рагби 15 такмичења у Белгији.

## О такмичењу
Овим такмичењем руководи Рагби савез Белгије. У лигашком делу учествује 8 клубова и одиграће се 14 кола, а затим се игра плеј оф.
Учесници
- Ватерло
- Босфорт
- Китуро Шарбек
- Лиж
- Дендермонд
- Сожниз
- Отиџнис
- Ла хулпе

## Историја
Списак шампиона Белгије у рагбију
- 1937. Антверпен
- 1938. Ројал бершот
- 1939. Андерлехт
- 1946. Андерлехт
- 1947. Андерлехт
- 1948. Андерлехт
- 1949. Андерлехт
- 1950. Андерлехт
- 1951. Андерлехт
- 1952. Андерлехт
- 1953. Андерлехт
- 1954. Андерлехт
- 1955. Андерлехт
- 1956. Андерлехт
- 1957. Расинг Брисел
- 1958. Андерлехт
- 1959. Андерлехт
- 1960. Расинг Брисел
- 1961. Расинг Брисел
- 1962. Расинг Брисел
- 1963. Ватерло
- 1964. Андерлехт
- 1965. Ватерло
- 1966. Андерлехт
- 1967. Китуро шарбек
- 1968. Ватерло
- 1969. Ватерло
- 1970. Андерлехт
- 1971. Андерлехт
- 1972. Андерлехт
- 1973. Сеинт хозе
- 1974. Андерлехт
- 1975. Кок мосан
- 1976. Кок мосан
- 1977. Кок мосан
- 1978. Ватерло
- 1979. Ватерло
- 1980. Ватерло
- 1981. Кок мосан
- 1982. Кок мосан
- 1983. Кок мосан
- 1984. Ватерло
- 1985. Брисел бритиш
- 1986. Ватерло
- 1987. Ватерло
- 1988. Ватерло
- 1989. Ватерло
- 1990. Босфорт
- 1991. Босфорт
- 1992. Босфорт
- 1993. Босфорт
- 1994. Ватерло
- 1995. Босфорт
- 1996. Китуро шарбек
- 1997. Босфорт
- 1998. Ватерло
- 1999. Босфорт
- 2000. Висе
- 2001. Босфорт
- 2002. Босфорт
- 2003. Босфорт
- 2004. Босфорт
- 2005. Босфорт
- 2006. Босфорт
- 2007. Босфорт
- 2008. Босфорт
- 2009. Китуро шарбек
- 2010. Босфорт
- 2011. Китуро шарбек
- 2012. Дендермондс
- 2013. Ватерло
- 2014. Ватерло
- 2015. Китуро шарбек
- 2016. Дендермондс
- 2017. Дендермондс